# 朝倉停留場
朝倉停留場（日语：／ Asakura teiryūjō */?）是一個位於高知縣高知市曙町2丁目，屬於土佐電交通伊野線的電車站。由於與高知大學相鄰，加入副站名高知大學前。

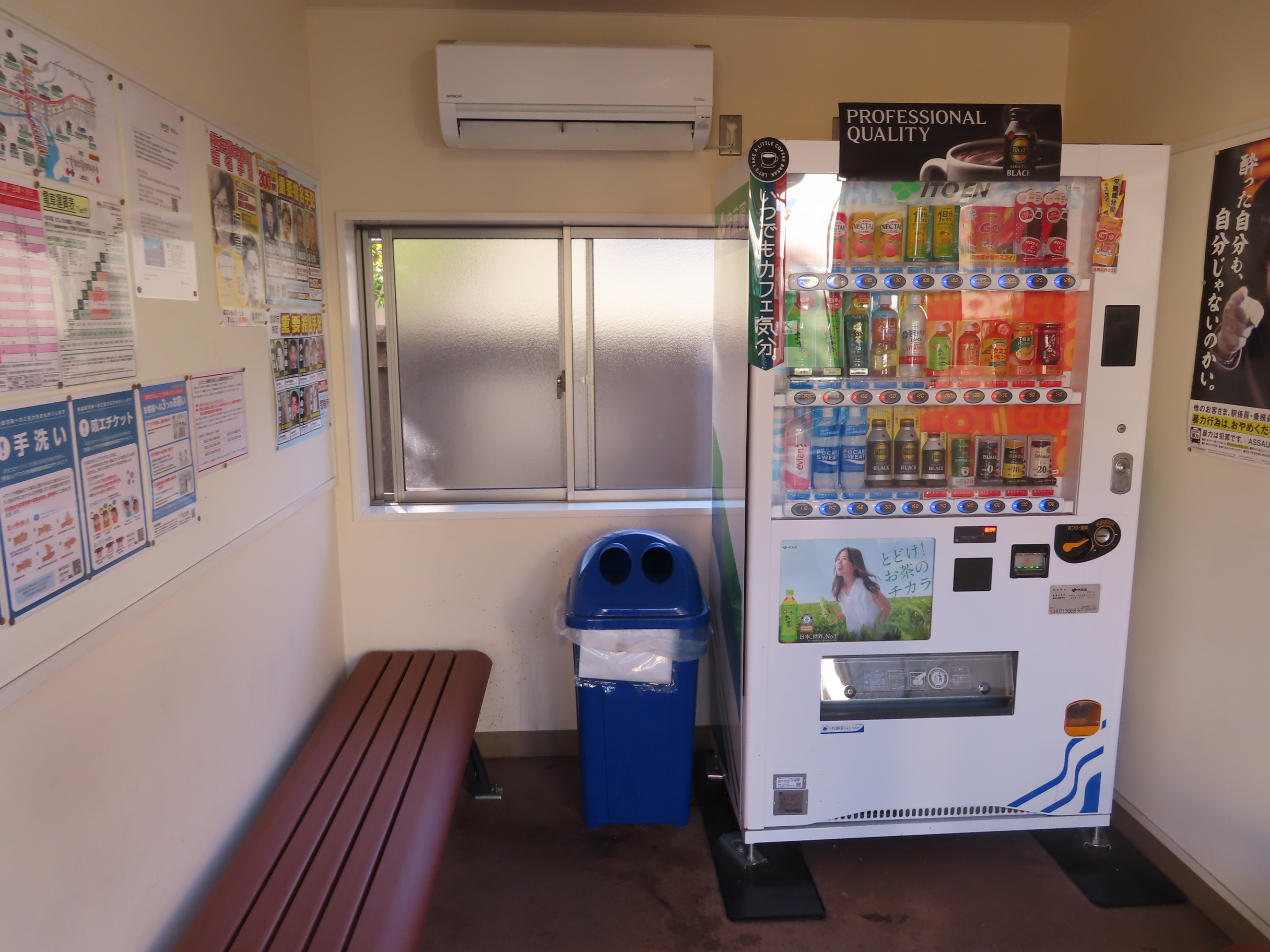
候車室内（2022年1月）

## 結構
對向式月台3面2線，是單線路段唯一可進行列車交會的車站。

### 月台配置
| 月台     | 目的地               | 備註         |
| -------- | -------------------- | ------------ |
| 候車室側 | 枝川、伊野方向       |              |
| 中間     | 鏡川橋、播磨屋橋方向 | （此站始發） |
| 路肩側   | 鏡川橋、播磨屋橋方向 |              |

## 相鄰停留場
土佐電交通
伊野線
曙町－朝倉－朝倉站前